# Mennato Boffa

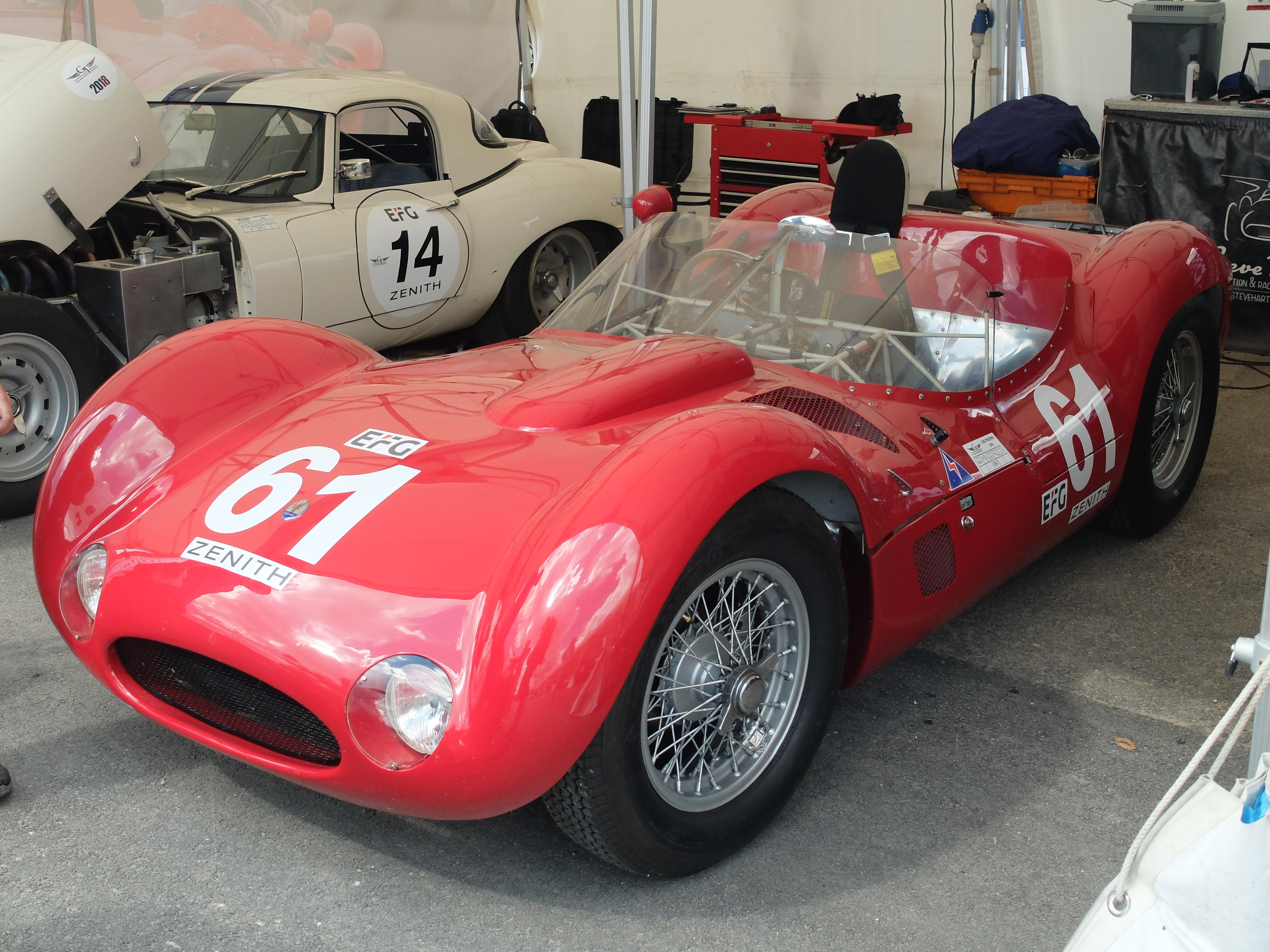
Maserati Tipo 60, Fahrgestellnummer 2466; Mennato Boffa fuhr mit diesem Fahrgestell Sportwagenrennen

Mennato Boffa (* 23. Dezember 1929 in Benevento; † 28. September 1996 in Neapel) war ein italienischer Autorennfahrer.

## Karriere als Rennfahrer
Das Interesse Mennato Boffas für den Motorsport weckte sein Vater, der den Achtjährigen 1937 zum Coppa Principesa di Piemonte nach Posillipo mitnahm. Vater und Sohn sahen als Zuschauer die Siege von Giuseppe Farina und Carlo Felice auf einem Alfa Romeo 12C-37. Sein erstes eigenes Rennen fuhr Boffa 1953 von Catania auf den Ätna. Obwohl das Einsatzfahrzeug sein Alltagsfahrzeug, ein Fiat 1100R, war, gelang ihm ein Klassensieg bei dem Bergrennen. Durch die Unterstützung des Vaters des späteren Lancia- und Ferrari-Rennleiters Cesare Fiorio kam er Mitte der 1950er-Jahre zu besseren Fahrzeugen. Er startete erstmals bei der Targa Florio und wurde 1957 und 1959 jeweils Zweiter beim Gran Premio di Napoli. 1960 gewann er dieses Rennen.
Zu Beginn der 1960er-Jahre war er einer der erfolgreichsten italienischen Sportwagenpiloten. Er gewann 1960, 1961 und 1964 die Gesamtwertung der italienischen Sportwagen-Meisterschaft und beendete das zur Sportwagen-Weltmeisterschaft 1961 zählende 4-Stunden-Rennen von Pescara als Gesamtdritter.
Mennato Boffa war 1961 bei vier Formel-1-Rennen ohne Weltmeisterschaftsstatus und dem Großen Preis von Italien gemeldet. Bei keinem Rennen konnte er sich mit seinem Cooper T45 klassieren. Mit dem Ablauf der Saison 1964 beendete er die Fahrerkarriere. 1979 gab er im Alter von 50 Jahren ein Comeback, das nach einigen Einsätzen im September 1980 zu Ende ging.

## Statistik

### Einzelergebnisse in der Sportwagen-Weltmeisterschaft
| Saison | Team                               | Rennwagen        | 1   | 2   | 3   | 4   | 5   | 6   | 7   | 8   | 9   | 10  | 11  | 12  | 13  | 14  | 15  | 16  | 17  | 18  | 19  | 20  |
| ------ | ---------------------------------- | ---------------- | --- | --- | --- | --- | --- | --- | --- | --- | --- | --- | --- | --- | --- | --- | --- | --- | --- | --- | --- | --- |
| 1955   |                                    | Lancia Aurelia   | BUA | SEB | MIM | LEM | RTT | TAR |     |     |     |     |     |     |     |     |     |     |     |     |     |     |
| 1955   |                                    | Lancia Aurelia   |     |     | DNF |     |     |     |     |     |     |     |     |     |     |     |     |     |     |     |     |     |
| 1958   |                                    | Maserati 200SI   | BUA | SEB | TAR | NÜR | LEM | RTT |     |     |     |     |     |     |     |     |     |     |     |     |     |     |
| 1958   |                                    | Maserati 200SI   | DNF |     |     |     |     |     |     |     |     |     |     |     |     |     |     |     |     |     |     |     |
| 1959   | Scuderia Centro Sud                | Maserati A6G     | SEB | TAR | NÜR | LEM | RTT |     |     |     |     |     |     |     |     |     |     |     |     |     |     |     |
| 1959   | Scuderia Centro Sud                | Maserati A6G     | 5   |     |     |     |     |     |     |     |     |     |     |     |     |     |     |     |     |     |     |     |
| 1960   | Luigi Bellucci                     | Maserati Tipo 60 | BUA | SEB | TAR | NÜR | LEM |     |     |     |     |     |     |     |     |     |     |     |     |     |     |     |
| 1960   | Luigi Bellucci                     | Maserati Tipo 60 | DNF |     |     |     |     |     |     |     |     |     |     |     |     |     |     |     |     |     |     |     |
| 1961   | Scuderia Serenissima Mennato Boffa | Maserati Tipo 60 | SEB | TAR | NÜR | LEM | PES |     |     |     |     |     |     |     |     |     |     |     |     |     |     |     |
| 1961   | Scuderia Serenissima Mennato Boffa | Maserati Tipo 60 |     | DNF |     |     | 3   |     |     |     |     |     |     |     |     |     |     |     |     |     |     |     |
| 1964   | Mennato Boffa                      | Maserati Tipo 60 | DAY | SEB | TAR | MON | SPA | CON | NÜR | ROS | LEM | REI | FRE | CCE | RTT | SIM | NÜR | MON | TDF | BRI | BRI | PAR |
| 1964   | Mennato Boffa                      | Maserati Tipo 60 | 11  |     |     |     |     |     |     |     |     |     |     |     |     |     |     |     |     |     |     |     |
| 1979   | Mennato Boffa                      | Osella PA5       | DAY | SEB | MUG | TAL | DIJ | RIV | SIL | NÜR | LEM | PER | DAY | WAT | SPA | BRH | ROA | VAL | ELS |     |     |     |
| 1979   | Mennato Boffa                      | Osella PA5       |     |     |     |     |     |     |     |     |     |     |     |     | DNF |     |     |     |     |     |     |     |
| 1980   | Mennato Boffa                      | Osella PA5       | DAY | BRH | SEB | MUG | MON | RIV | SIL | NÜR | LEM | DAY | WAT | SPA | MOS | ROA | VAL | DIJ |     |     |     |     |
| 1980   | Mennato Boffa                      | Osella PA5       |     |     |     | 11  |     |     |     |     |     |     |     |     |     |     | DNF |     |     |     |     |     |